# Die Münchner Räterepublik
Die Münchner Räterepublik war ein zweiteiliger ZDF-Fernsehfilm, der im Jahr 1971 ausgestrahlt wurde. 
Der Film zeigt Ereignisse aus der Münchner Räterepublik von 1919. Der erste Teil trug den Titel Kurt Eisner – Zwischen Demokratie und Diktatur, der zweite hieß Ende mit Schrecken. Regie führte Helmuth Ashley, das Drehbuch schrieb Hellmut Andics. Hauptrollen spielten Peter Pasetti, Carl Lange und Christoph Bantzer. Eva Maria Tittes fertigte den Filmschnitt an.